# Justin Tucker
Justin Paul Tucker (Houston, 21 novembre 1989) è un giocatore di football americano statunitense che milita nel ruolo di placekicker. Al college ha giocato a football coi Texas Longhorns. Detiene il record per il più lungo field goal segnato nella storia della NFL, 66 yard.

## Carriera professionistica

### Baltimore Ravens
Dopo non essere stato scelto nel corso del Draft 2012, Tucker firmò in qualità di free agent coi Baltimore Ravens il 29 maggio 2012. Justin iniziò ad allenarsi a fianco dell'altro kicker Billy Cundiff. Dopo aver dato prova di grande precisione nei field goal durante le gare di pre-stagione, Tucker fu nominato titolare dei Ravens prima dell'inizio della stagione regolare, con Cundiff che venne svincolato dopo la fine del suo contratto con la squadra.
Nella prima gara della stagione 2012, il Monday Night Football contro i Cincinnati Bengals, Tucker pareggiò subito l'allora record di franchigia dei Ravens segnando un field goal da 56 yard. Nella settimana 3 contro i New England Patriots trasformò quello che fu il field goal della vittoria di Baltimore.

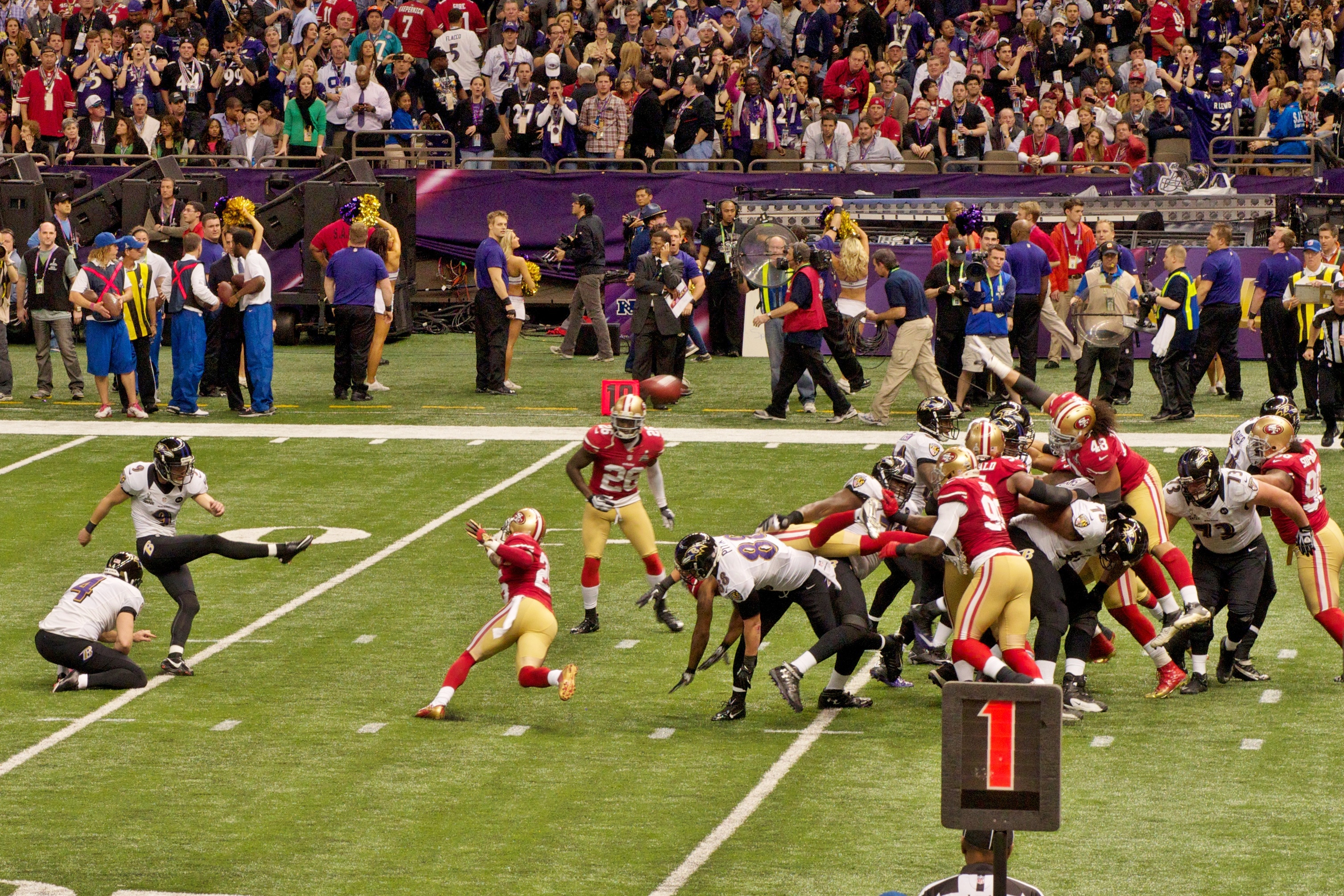
Un field goal di Tucker nel Super Bowl XLVII

Dopo aver superato facilmente gli Indianapolis Colts nel primo turno di playoff, il 12 gennaio 2013, in uno Sports Authority Field at Mile High congelato, andò in scena una delle partite più memorabili della storia dei playoff NFL. Contro i Denver Broncos, sotto di sette punti a un minuto dal termine, i Ravens riuscirono prima a impattare la gara e poi a vincere grazie a un field goal da 47 yard di Tucker dopo due tempi supplementari. Il 3 febbraio 2013 segnò 2 field goal su altrettanti tentativi nel Super Bowl XLVII contribuendo alla vittoria dei Ravens sui San Francisco 49ers per 34-31, laureandosi per la prima volta campione NFL.
Dopo un mese di novembre 2013 in cui segnò tutti i 9 tentativi di field goal calciati, Tucker fu premiato come miglior giocatore degli special team della AFC del mese. Nella settimana 15 contro i Detroit Lions segnò tutti i 18 punti della sua squadra trasformando tutti i sei tentativi di field goal tentati, incluso quello da 61 yard a 38 secondi dal termine che diede la vittoria ai Ravens e con cui stabilì un nuovo primato personale. La sua stagione terminò con 38 field goal trasformati su 41 tentativi (92,7%), venendo convocato per il suo primo Pro Bowl e inserito nel First-team All-Pro.
Alla fine di febbraio 2016, i Ravens applicarono su Tucker la franchise tag, garantendogli un contratto di 4.572 milioni di dollari per la stagione a venire. Il 18 dicembre 2016 pareggiò il record NFL stabilito da Blair Walsh nel 2012 con il decimo field goal stagionale da almeno 50 yard. A fine stagione fu convocato per il secondo Pro Bowl in carriera e inserito nel First-team All-Pro dopo avere sbagliato un solo field goal su 39 tentativi nel 2016.
Alla fine di novembre 2017, Tucker fu premiato per la seconda volta come giocatore degli special team del mese in cui segnò 6 field goal su altrettanti tentativi e tutti gli 8 extra point. A fine stagione fu inserito nel Second-team All-Pro.

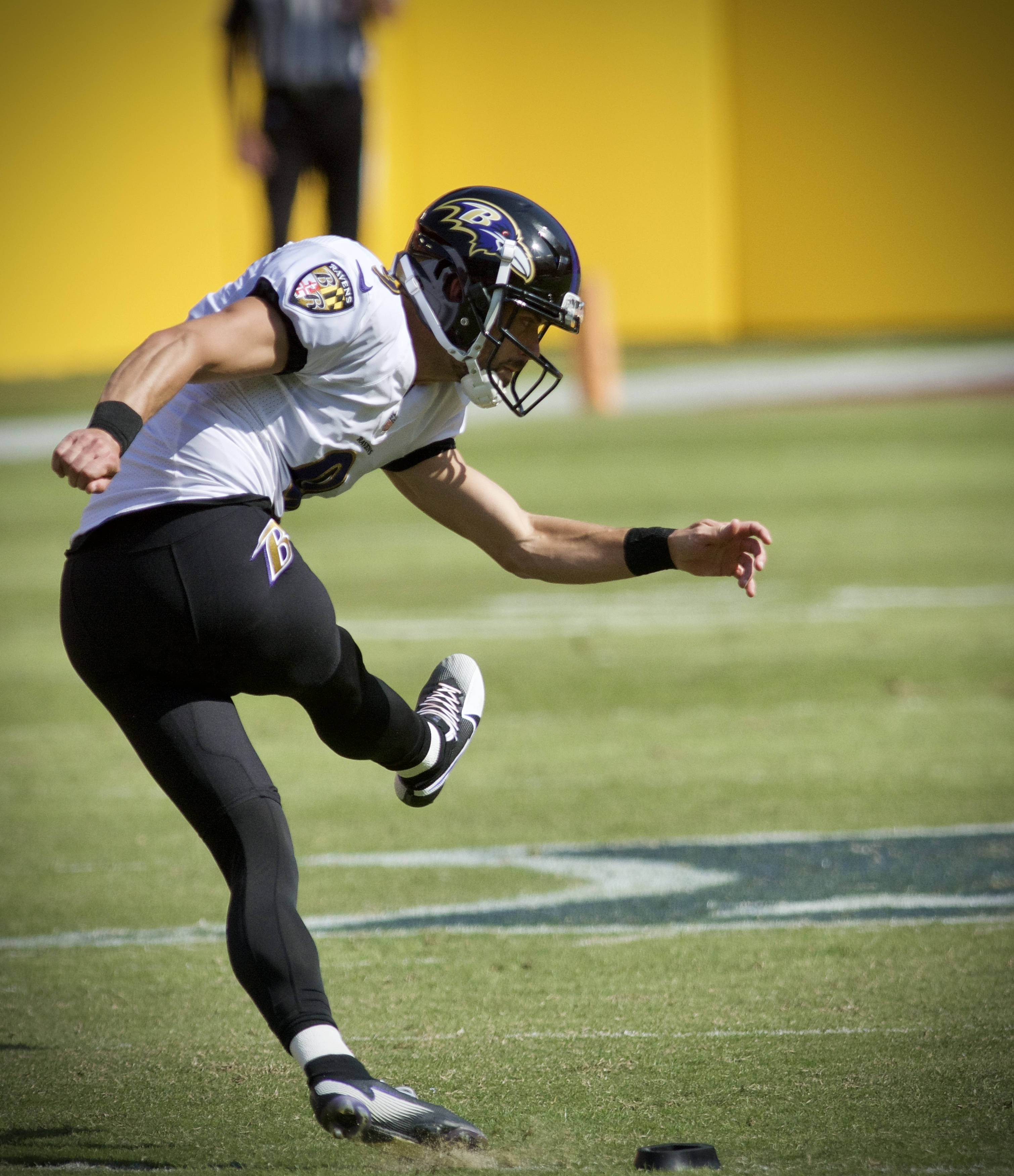
Tucker contro Washington nel 2020

Nel 2018 i Ravens tornarono a vincere la propria division e a qualificarsi per i playoff mentre Tucker fu inserito nel First-team All-Pro.
Alla fine della stagione 2019 Tucker fu convocato per il suo terzo Pro Bowl e inserito nel First-team All-Pro dopo avere segnato 28 field goal su 29 tentativi.
Nel 2020 Tucker fu convocato per il suo quarto Pro Bowl (non disputato a causa della pandemia di COVID-19) e inserito nel Second-team All-Pro dopo avere segnato 26 field goal su 29 tentativi.
Il 26 settembre 2021 nel finale della gara contro i Detroit Lions, Tucker stabilì il nuovo record NFL segnando un field goal dalla distanza di 66 yard che diede ai Ravens la vittoria per 17-19. A fine stagione fu convocato per il suo quinto Pro Bowl e inserito nel First-team All-Pro dopo avere guidato la lega con una percentuale di trasformazione dei field goal del 94,6.
L'8 agosto 2022 Tucker firmò un'estensione contrattuale quadriennale del valore di 24 milioni di dollari che lo rese il kicker più pagato della lega. A fine stagione fu convocato per il suo sesto Pro Bowl e inserito nel Second-team All-Pro dopo avere guidato la NFL in field goal segnati (37) e tentati (43). Fu la sua quinta stagione con almeno 35 field goal segnati, il massimo della storia.
Nel 2023 Tucker fu convocato per il suo settimo Pro Bowl dopo avere segnato 32 field goal su 37.
Dopo una stagione 2024 negativa, il 5 maggio 2025 Tucker fu svincolato dai Ravens.

## Palmarès

### Franchigia
- Super Bowl : 1

Baltimore Ravens: Super Bowl XLVII
- American Football Conference Championship: 1

Baltimore Ravens: 2012

### Individuale
- Convocazioni al Pro Bowl: 7

2013, 2016, 2019, 2020, 2021, 2022, 2023
- First-team All-Pro: 5

2013, 2016, 2018, 2019, 2021
- Second-team All-Pro: 3

2017, 2020, 2022
- Giocatore degli special team della AFC del mese: 4

novembre 2013, novembre 2017, settembre e novembre 2018
- Formazione ideale della NFL degli anni 2010